# 日吉台 (横浜市)

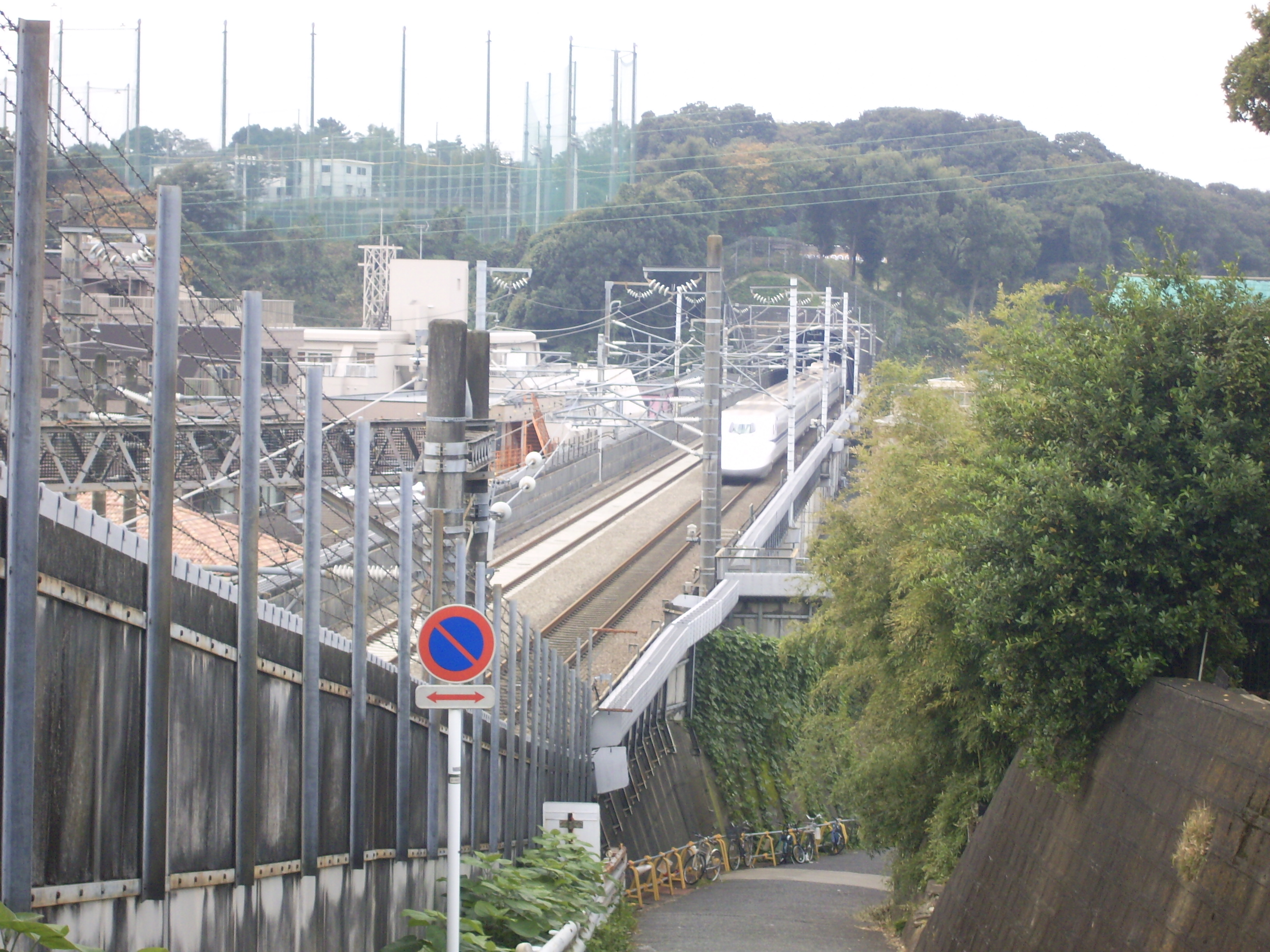
矢上台から南の日吉台（慶應義塾大学日吉キャンパス）を望む。東海道新幹線日吉トンネルが貫通する。

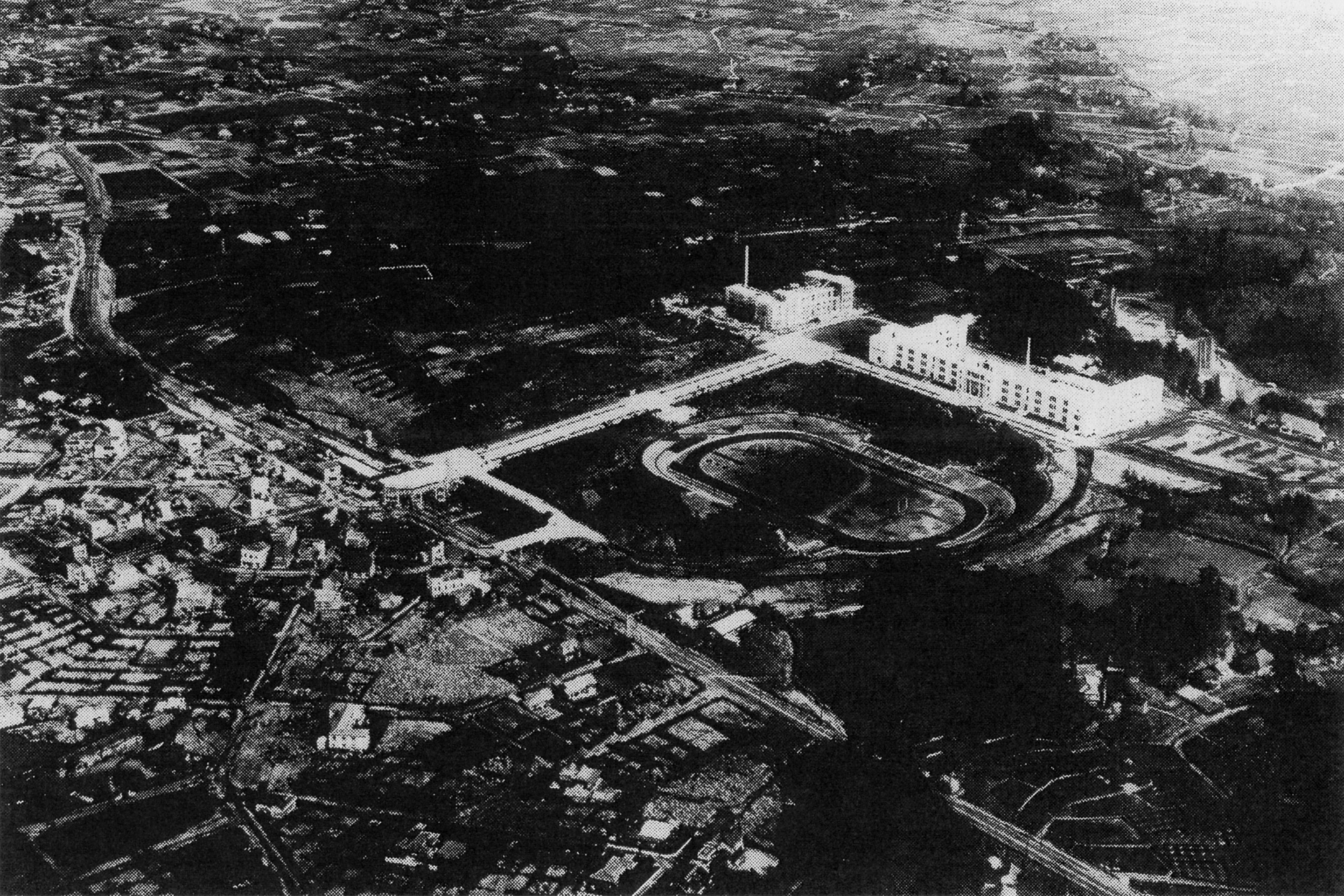
1935年（昭和10年）ごろの日吉駅周辺

日吉台（ひよしだい）は、神奈川県横浜市港北区日吉地区の、東横線日吉駅周辺および慶應義塾大学日吉キャンパス一帯に広がる標高35〜40メートルほどの台地の通称である。

## 概要
日吉台は、多摩丘陵の一部として川崎市および横浜市北部に広がる下末吉台地の一角にあたり、この台地が多摩川・矢上川、および鶴見川に挟まれて東西に伸びた部分の東端部にあたる。
この台地東端部のどこまでが「日吉台」なのかははっきりせず、またいつ頃から「日吉台」と呼ばれるようになったかも定かでないが、慶應義塾大学の調査によれば、1930年代（昭和5年〜）の東急電鉄による日吉駅西側の住宅地開発と共に始まった慶應日吉キャンパス建設計画に伴い、1929年（昭和4年）に当時の大倉土木（現・大成建設）により作成されたキャンパス予定地測量図に「日吉臺」とあることから、昭和初期には存在する呼称であったことが判っている。
現在は、台地を南南西-北北東方向に縦断する東横線の東西に広がる住宅街と慶應日吉キャンパス周辺部（日吉本町一丁目・日吉二丁目・日吉四丁目・箕輪町一丁目・箕輪町三丁目の範囲）が日吉台とよばれ、この名を冠する施設が点在しているが（横浜市立日吉台小学校・中学校など）、慶應義塾大学は、地形的な観点では同大キャンパス一帯が下末吉台地の下末吉面（標高35〜40メートル）に相当するのに対し、日吉駅の西側は下層の武蔵野面（標高約25メートル）が露出し一段低くなり、より西方の下末吉面とは分断されていることから、同大キャンパス付近に島状に残った下末吉面の地域（南北1キロメートル、東西700メートル）を狭義の「日吉台」と見なしている。
台地上は平坦な段丘面（下末吉面・武蔵野面）が広がるが、日吉キャンパス内の「蝮谷（まむし谷）」のような、鶴見川・矢上川の低地から入り込む谷戸が台地を無数に開析し、起伏に富んだ複雑な地形になっている。なお日吉台北側には「矢上谷戸」と呼ばれる東西に伸びる大きな谷戸が走って台地を南北に2分しており、分割された北側の細長い台地末端部は「矢上台」と呼ばれ、慶應義塾大学矢上キャンパス（理工学部・理工学研究科
外部）となっている。

## 「日吉台」の付く施設等の例
- 横浜市立日吉台小学校
- 横浜市立日吉台中学校
- 日吉台遺跡群
  - 日吉台古墳群
  - 日吉台地下壕